# پنجاه و دومین مراسم جایزه گرمی
پنجاه و دومین مراسم جایزه گرمی در ۳۱ ژانویه ۲۰۱۰ در استیپلز سنتر در لس‌آنجلس برگزار و از شبکه سی‌بی‌اس پخش شد. نامزدها در ۲ دسامبر ۲۰۱۰ اعلام شدند و ۱۰۹ جایزه به برندگان اهدا شد.

## اجراکنندگان
| هنرمند(ان)                                            | ترانه(ها)                                                                   |
| ----------------------------------------------------- | --------------------------------------------------------------------------- |
| لیدی گاگا التون جان                                   | "پوکر فیس" لال" ترانه تو"                                                   |
| گرین دی بازیگران احمق آمریکایی                        | "۲۱ تفنگ"                                                                   |
| بیانسه                                                | "اگر پسر بودم" بهتر است بدانی"                                              |
| پینک                                                  | "Glitter in the Air"                                                        |
| بلک آید پیز                                           | "Imma Be" یه حسی دارم"                                                      |
| لیدی آنتبلوم                                          | "الان به تو نیاز دارم"                                                      |
| جیمی فاکس تی-پین اسلش Doug E. Fresh                   | "بنداز گردن اون"                                                            |
| زک براون بند لیون راسل                                | "America the Beautiful" Dixie Lullaby" Chicken Fried"                       |
| تیلور سوئیفت استیوی نیکس بوچ واکر                     | "امروز یک داستان پریان بود" Rhiannon" تو مال منی"                           |
| سلین دیون آشر کری آندروود جنیفر هادسن اسموکی رابینسون | تقدیم به مایکل جکسون "آواز زمین (ترانه)"                                    |
| بون جووی جنیفر ندلز                                   | "We Weren't Born to Follow" Who Says You Can't Go Home" Livin' on a Prayer" |
| آندریا بوچلی مری جی. بلایژ دیوید فاستر                | برای زمین‌لرزه هائیتی "Bridge Over Troubled Water"                           |
| Dave Matthews Band                                    | "تو و من"                                                                   |
| ماکسول روبرتا فلک                                     | "بال‌های زیبا"/"عشق کجاست"                                                   |
| جف بک ایملدا می                                       | تقدیم به لس پال "How High the Moon"                                         |
| دریک لیل وین امینم تراویس بارکر                       | "Drop the World" برای همیشه"                                                |

## نامزدها و برندگان

### عمومی
بهترین آلبوم سال
- بی‌باک – تیلور سوئیفت
- من… ساشا فیرس هستم – بیانسه
- د ای. ان. دی – بلک آید پیز
- شهرت – لیدی گاگا
- Big Whiskey and the GrooGrux King – Dave Matthews Band

ضبط سال
- "از کسی استفاده کن" – کینگز آو لئون
- "هاله" – بیانسه
- "یه حسی دارم" – بلک آید پیز
- "پوکر فیس" – لیدی گاگا
- "تو مال منی" – تیلور سوئیفت

ترانه سال
- "خانم‌های مجرد (یک حلقه رویش بگذار)" – بیانسه
- "پوکر فیس" – لیدی گاگا
- "بال‌های زیبا" – ماکسول
- "از کسی استفاده کن" – کینگز آو لئون
- "تو مال منی" – تیلور سوئیفت

بهترین هنرمند جدید
- زک براون بند
- کری هیلسون
- MGMT
- Silversun Pickups
- تینگ تینگز

### پاپ
بهترین اجرای صوتی پاپ زن
- "هاله" - بیانسه
- "درخشش زادگاه" - ادل
- "داغ و سرد" - کیتی پری
- "هوشیار" - پینک
- "تو مال منی" - تیلور سوئیفت

بهترین اجرای صوتی پاپ مرد
- "Make It Mine" - جیسون مراز
- "این بار" - جان لجند
- "Love You" - ماکسول
- "If You Don't Know Me by Now" - سیل
- "All About the Love Again" - استیوی واندر

بهترین اجرای صوتی پاپ دونفره یا گروهی
- "یه حسی دارم" - بلک آید پیز
- "We Weren't Born to Follow" - بون جووی
- "هرگز نگو هرگز" - د فری
- "Sara Smile" - درل هال و John Oates
- "بچه‌ها" - MGMT

بهترین همکاری صوتی پاپ
- "خوش‌شانس" - جیسون مراز و کلبی کایلات
- "Sea of Heartbreak" - Rosanne Cash و بروس اسپرینگستین
- "Love Sex Magic" - سی‌یرا و جاستین تیمبرلیک
- "عزیزم بیرون سرده" - نورا جونز و ویلی نلسون
- "نفس بکش" - تیلور سوئیفت و کلبی کایلات

بهترین آلبوم آواز پاپ
- د ای. ان. دی - بلک آید پیز
- Breakthrough - کلبی کایلات
- تنها چیزی که تا حالا خواستم - کلی کلارکسون
- The Fray - د فری
- Funhouse - پینک (خواننده)

## رکوردها
هنرمندانی که بیش از دوبار نامزد دریافت جوایز شدند:
- ده: بیانسه
- هشت: تیلور سوئیفت
- شش: بلک آید پیز، ماکسول و کانیه وست
- پنج: جی-زی
- چهار: کینگز آو لئون، لیدی گاگا
- سه: کلبی کایلات، امینم